# Epilog (Album)
Epilog ist das zweite Studioalbum der schwedischen Progressive Rockband Änglagård. Es erschien zum ersten Mal im Jahre 1994. Im Jahr 2003 wurde es noch einmal direkt beim Label wiederveröffentlicht (re-release).
Im Gegensatz zum Vorgängeralbum ist Epilog ein reines Instrumentalalbum und besticht durch seine dichte Stimmung und die Ausgefeiltheit der Stücke, die es zu einer Perle des (Retro-)Prog machen.

## Tracklist
1. Prolog – 2:00
2. Höstsejd – 15:32
3. Rösten – 0:14
4. Skogsranden – 10:48
5. Sista Somrar – 13:10
6. Saknadens Fullhet – 2:00 (auf der LP-Version von 1994 ist es das dritte Lied)

## Besetzung
- Anna Holmgren – Flöte
- Tord Lindman – Gitarre
- Jonas Engdegard – Gitarre
- Thomas Johnson – Keyboard, Mellotron, Hammond-Orgel
- Johan Högberg – Bass
- Mattias Olsson – Schlagzeug, Zimbeln, sonstiges Schlagwerk

Gastmusiker: Åsa Eklund (Gesang), Martin Olofsson (Violine), Karin Hansson (Bratsche), Jan C. Norlander (Cello)